# Abebe Wakgira
Abebe Wakgira (ur. 21 października 1921 w Borena w Oromii) – etiopski lekkoatleta, długodystansowiec. 
Podczas igrzysk olimpijskich w Rzymie (1960) zajął 7. miejsce w maratonie 2:21:09,4 (rekord życiowy zawodnika). 